# Будинок готелю «Десна»
Будинок готелю «Десна» — пам'ятка архітектури місцевого значення у Чернігові. Наразі у будівлі розміщується Господарський суд Чернігівської області.

## Історія
Рішенням виконкому Чернігівської обласної ради народних депутатів від 09.02.1996 № 91 надано статус «пам'ятника архітектури місцевого значення» з охоронним № 75-Чг.
Будівля має власну «територію пам'ятника» та розташована у «комплексній охоронній зоні пам'яток історичного центру міста», згідно з правилами забудови та використання території. На будівлі не встановлено інформаційну дошку.

## Опис
Разом з іншими будинками утворює архітектурний ансамбль Червоної площі.
Цегляний, 4-поверховий, Г-подібний у плані будинок з мансардним дахом, де облаштований 4-й поверх. Аркада з двох прямокутних колон на два поверхи акцентує вхід, де на другому поверсі облаштовані балкони. Над дахом будинку височить бельведер (вежа) — восьмерик з 8 вікнами, розділеними пілястрами. Фасад спрямований на південний схід до Червоної площі. Фасади головний та торцеві завершуються фронтонами. У тимпані фронтону центрального фасаду вміщено декор та малий герб України. Є кілька балконів. Вікна прикрашають різні лиштви.
4-поверхову будівлю готелю на 213 місць було збудовано 1949 року.
Наразі у будівлі розміщується Господарський суд Чернігівської області.